# Oleta
El poble d'Oleta (estàndard: [uˈletə], local: [əwˈletə]) és un poble de la comuna nord-catalana d'Oleta i Èvol, de la comarca del Conflent. Fins al 1827 havia tingut comuna pròpia.

## Etimologia
Joan Coromines, en el seu Onomasticon Cataloniae, descarta en una llarga explicació les diverses interpretacions donades per a l'origen del nom d'aquest poble, i es decanta per atribuir Oleta al terme llatí vulgar ōla, equivalent al clàssic ōlla (mateix significat en català actual). El nom vindria dels gorgs, popularment olles, molt freqüents en aquest lloc.

## Geografia
El poble d'Oleta està situat a 800 metres d'altitud, sobre la riba esquerra de la Tet, tot i que lleugerament separat del riu, a les Garrotxes del Conflent, a l'extrem meridional del terme comunal del qual és la població que fa de cap. És l'única població d'una certa importància entre Vilafranca de Conflent i Montlluís; anys enrere era cap de cantó.

## El poble

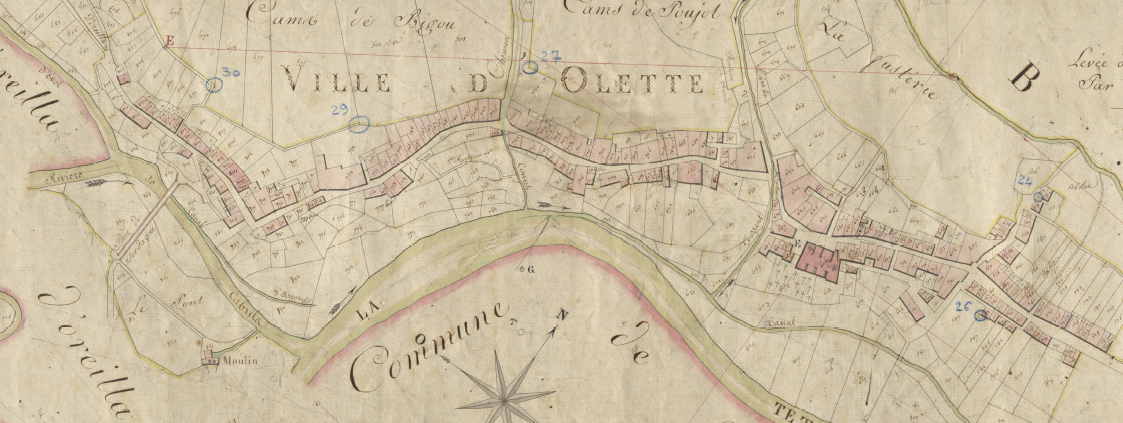
Oleta en el Cadastre napoleònic del 1812 (Arxius Departamentals dels Pirineus Orientals)

Oleta és un poble allargassat, ja que el carrer principal, anomenat Avinguda del General de Gaulle, ocupa pràcticament un quilòmetre de la carretera general del Rosselló a la Cerdanya, la N - 116. A part d'aquest carrer principal, hi ha dos altres carrers llargs, que articulen dos petits barris al marge de la carretera general: el carrer de la Fusteria al nord, on hi ha els Bombers i la Gendarmeria, i el carrer de l'Alliberament, paral·lel a la carretera (de fet, correspon al traçat antic de la carretera), al nord-oest, molt a prop del carrer principal però una mica elevat damunt seu. Al sud, més a prop del riu i alhora de l'església del poble, hi ha l'Estació d'Oleta. Els edificis de la Casa del Comú, Correus i altres serveis, així com l'església parroquial de Sant Andreu són a peu de la carretera actual.
L'actual Sant Andreu d'Oleta era antigament Santa Maria d'Oleta, esmentada des del 1070, que fou seu d'una pabordia de canonges augustinians que depenia de Santa Maria de Cornellà de Conflent. Foren secularitzats el 1592, moment en el qual el Comú d'Oleta adquirí l'església, la reconstruí i l'engrandí, i aconseguí de traslladar-hi la parròquia que fins a aquell moment era a Sant Andreu d'Èvol.